# 宇治茶
宇治茶（うじちゃ）は、日本の緑茶。京都府・奈良県・滋賀県・三重県の4府県産茶を、京都府内業者が京都府内において、京都府南部の宇治地域に由来する製法により仕上加工したもの（ただし京都府内産を優先する）。
静岡茶、狭山茶と並んで日本三大茶と言われている。

## 概要
鎌倉時代から生産されていたと考えられ、室町時代には将軍家をはじめ室町幕府の有力武将により茶園が設けられた。戦国時代には、新芽にあたる日光を遮って茶の旨味や甘みを高める覆下栽培の茶園により日本を代表する高級茶の地位を固め、江戸時代には幕府に献上されるお茶壷道中（宇治採茶使）が宇治から江戸までの道中を練り歩いた。
宇治郷は宇治川を挟んで久世郡（左岸）と宇治郡（右岸）にまたがり、宇治川が醍醐山地を抜けた場所に広がる宇治郷の地形・気候はチャノキ栽培に適していた。雨が多いものの扇状地で水はけがよく、寒暖差があり、宇治川から立ち上る川霧が新芽を霜害から守った。覆下に使うヨシも近郊でとれたためである。
現在の市町村区割りにおける京都府内の宇治茶産地は、宇治市、城陽市、八幡市、京田辺市、木津川市、久世郡久御山町、綴喜郡の井手町・宇治田原町、相楽郡の笠置町・和束町・精華町・南山城村である。このほか北部の福知山市、綾部市、舞鶴市などの茶葉も宇治茶のブレンド用として使用されている。

## 歴史

### 室町時代まで
鎌倉時代初期、日本に喫茶の習慣を広めた明菴栄西は宋から持ち帰った茶種を「漢柿蔕茶壷」に入れて明恵に送った。明恵はその茶種を京都の北、栂尾の高山寺に近い深瀬（ふかいぜ）の地に植え、その後、宇治の地にも播植した。13世紀半ば、後嵯峨天皇が宇治を訪れたのを機に平等院に小松茶園、木幡に西浦茶園が開かれ、この地で本格的な茶の栽培が始まった。南北朝時代には栂尾で生産された茶が「本茶」とされ、それに続くとされていた醍醐や宇治の茶は「非茶」と呼ばれた。南北朝時代から室町時代にかけて、茶の産地の違いを飲み当てて点数を競う「闘茶」という遊びが流行した。初めは本茶と非茶を比べ当てる遊びだった。やがて数種類から十数種類の茶を比べ当てる遊びに発展し、他産地とは異なる香り・味を持った茶を生産しようという動きが生まれ、様々な産地が登場した。1374年（応安8年）、豊原信秋が覚王院僧正に「宇治茶」を献上したことが『信秋記』に記されるが、これが「宇治茶」という語の初出である。
南北朝前期から中期にかけては栂尾茶に次ぐ存在にすぎなかった宇治茶であるが、足利義満の庇護の下に発展の時代を迎え、南北朝末期から15世紀半ばにかけての発展ぶりは目覚ましく、一条兼良が記した『尺素往来』には「宇治は当代近来の御賞翫」と表現されている。義満に命じられた大内義弘が茶を植えたとされる七つの優れた茶園は宇治七茗園と呼ばれ、1564年（永禄7年）に刊行された『分類草人木』にその存在が記された。

#### 宇治茶発祥の地

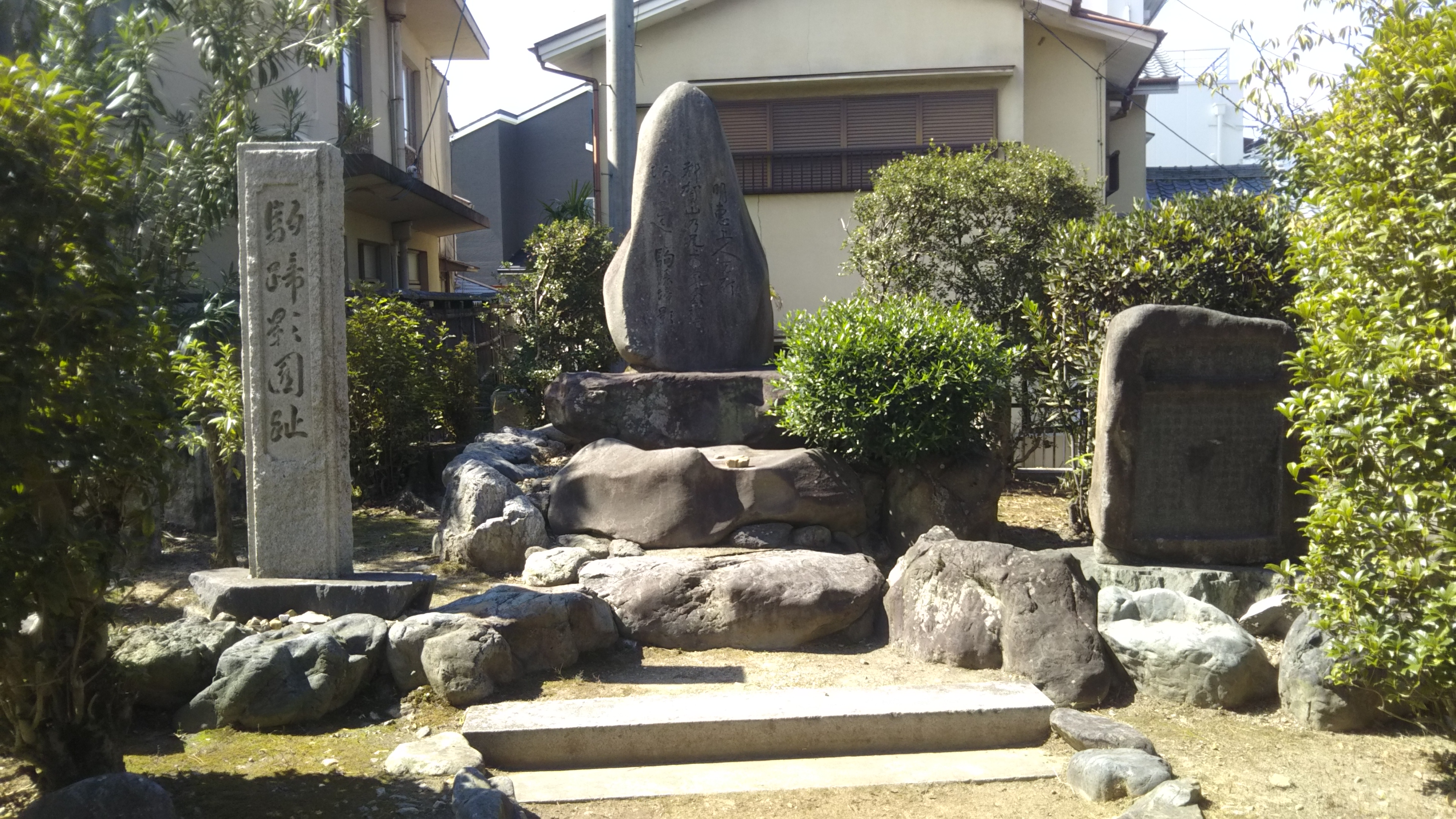
萬福寺門前の駒蹄影園址碑

宇治郷の宇治七茗園は久世郡側に偏在しており（宇治郡側は朝日園のみ）、中世以降宇治郷はもっぱら久世郡側を指すようになった。一方、宇治郡側では近衛家領だった五ケ庄に駒蹄影園の伝承がある。
鎌倉時代初めの1207年、宇治の里人たちが茶の種を植える方法に苦慮していた際、たまたま通りかかった、当時では茶文化の主流とされていた栂ノ尾高山寺の明恵上人が畑に馬を乗り入れ、できた蹄の跡に茶の種を蒔くように教えたとされる。「栂山の尾上の茶の木分け植えて、迹ぞ生ふべし駒の足影」は明恵上人の短歌。大正15年（1926年）には、この明恵伝説を記念して、駒蹄影園址碑（こまのあしかげえんあとひ）が、萬福寺門前に宇治郡茶業組合により建立された。

### 戦国時代
天正2年3月27日（ユリウス暦1574年4月18日。グレゴリオ暦4月28日相当）、織田信長が南都（奈良）への下向途中に宇治に立ち寄り、茶摘みと製茶の風景を見物した。信長は茶師の森彦右衛門を御茶頭取として宇治郷の支配を命じ、森氏は信長死去まで宇治の茶業界で重要な役割を担うことになった。千利休は津田宗及、今井崇久に次ぐ立場の茶頭であったが、信長死後に豊臣秀吉に抜擢されて「天下一の茶湯者」としての地位を固め、ただの茶頭を超える存在となった。利休は宇治茶業界の統制に強力な姿勢で臨み、後述の上林氏と協力して宇治茶の地位向上に励んだ。
1582年（天正10年）、本能寺の変後に政治を継承した豊臣秀吉は森氏を尊重しながらも新進の茶師上林氏の上林久茂を積極登用し、宇治茶に対してこよなく愛情を注いだ。天正12年（1584年）1月、秀吉は宇治郷以外の者が宇治茶と称して茶を販売することを禁じた。同年3月29日（ユリウス暦4月21日。グレゴリオ暦5月1日相当）、吉田兼見は茶の購入と茶見物を兼ねて宇治を訪れ、「宇治一番の繁盛所である上林氏の製茶場には48もの焙煎炉が並び、500人ほどの茶撰人がいた」と記すと同時に「森氏の製茶場は上林氏の三分の一ほどであった」とも記し、上林氏が急速に頭角を現して森氏が衰退しつつあることを表した。上林氏は秀吉政権下で着実に地位を固め、宇治郷代官ならびに茶頭取として宇治茶生産の現場に君臨した。一方、利休亡き後の「茶湯名人」の称号は古田織部に受け継がれ、宇治茶とのかかわりにおいても利休のやり方を継承した。この安土桃山時代に宇治茶は天下一の茶としての地位を固め、最盛期といえる繁栄を続けた。織部の弟子、小堀遠州も宇治茶業界に大きな影響力を持ち、宇治茶師に好んで使われた朝日焼を始める。天正19年3月15日（1591年5月8日）には秀吉が茶摘み見物に宇治を訪れている。

### 江戸時代
戦国時代後期から江戸時代初期にかけては多くのキリスト教宣教師が来日し、彼らは布教に励むと同時に日本の生活・風俗を本国に伝えた。ルイス・フロイスの『日欧文化比較』やジョアン・ロドリゲスの『日本教会史』などが日本の茶について触れている。中でも『日本教会史』は1600年（慶長5年）前後の宇治茶の特徴について詳細に記している。この時代も上林氏一族が茶業界の中枢に君臨しており、覆下栽培や茶の移植といった技術が既に行われていたこと、宇治茶の出荷量は「全部で300ピコ（約68トン）」であり、上質の茶の壷一つは金1枚以上の価値を持っていたことなどが記されている。
秀吉の後に天下人になった徳川家康は茶の湯に対する興味は薄かったが、茶自体には当初より高い関心を示していた。久重の弟上林政重を三河国で登用して、後に兄のいる宇治に移住させて共に宇治茶の栽培に当たらせた。
宇治茶の茶銘のうち「初昔」「後昔」などは慶長年間（1596年-1615年）より用いられていたとされる。茶頭の小堀遠州の働きなどもあって、1638年（寛永15年）以後は宇治茶のほとんどが茶銘を付して呼ばれるようになった。江戸中期以降、宇治の茶園には他に例のないくらい高い年貢が課され、大衆が日常的に茶を飲むようになったことで他地域にも茶産地が広がり、宇治茶は斜陽の時代を迎えた。しかし1738年（元文3年）、宇治田原の永谷宗円が宇治茶製法を確立。宗円や茶商山本屋、売茶翁によって江戸で大々的に販売され、宇治は煎茶の産地として復活した。宇治茶製法は南山城から現在の主要産地である大和国（奈良県）、近江国（滋賀県）、伊勢国（三重県）などへ伝わり、幕末までには全国の茶農家に普及したとみられる。1834年（天保5年）、宇治で玉露製法が創製されて以後、覆下茶園が急速に拡大した。

### 明治時代以降

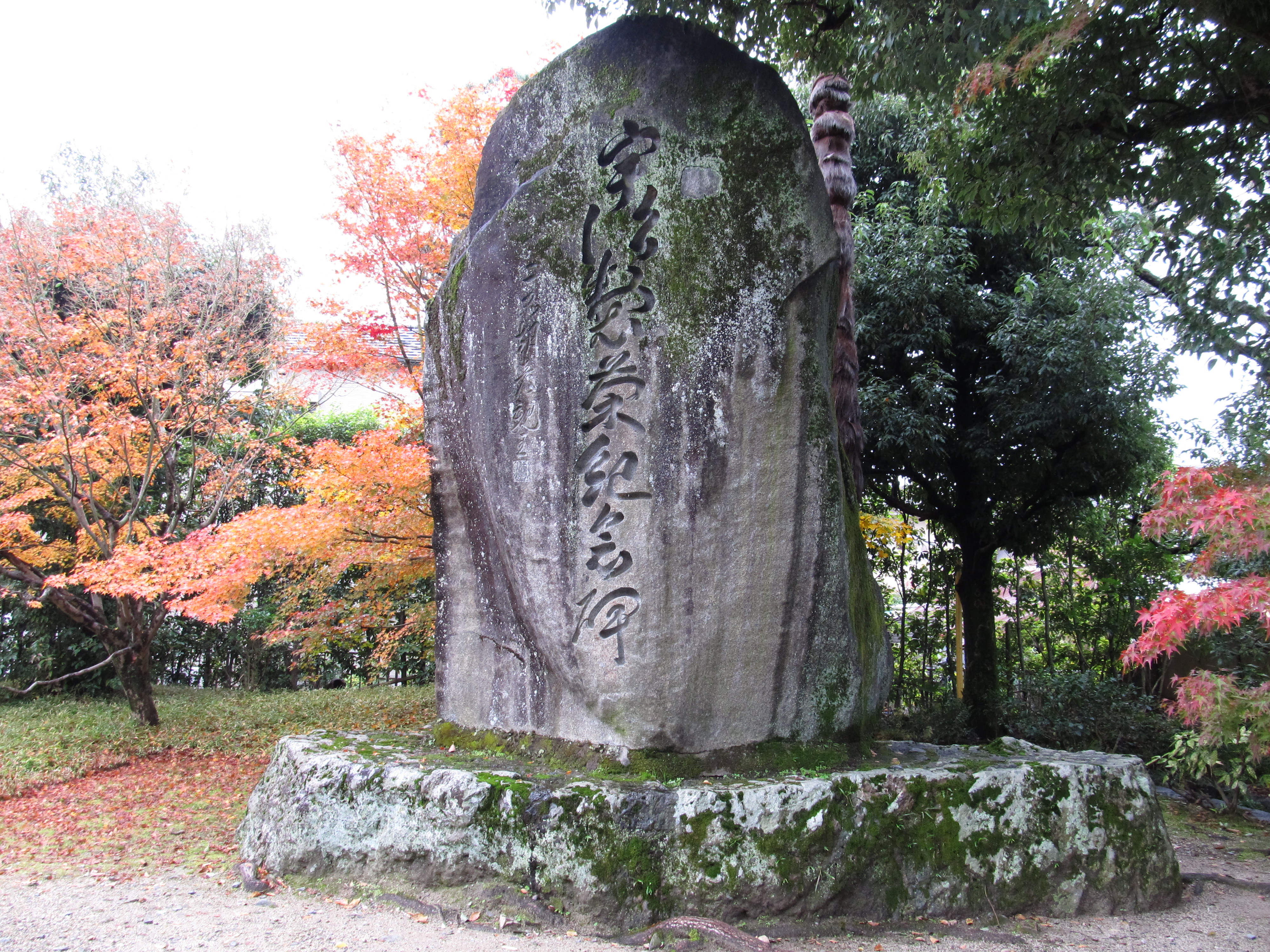
平等院正門前にある宇治製茶紀念碑。

19世紀後半、開国と同時に煎茶は主としてアメリカ合衆国向けの重要な輸出品となり、品薄で価格の高騰を招いたことから煎茶栽培は全国に広がった。京都府内でも宇治田原や和束など現在の主要産地での茶栽培が盛んになった。しかし、生産量の急激な増加によって粗製乱造茶が出回るようになったため、茶業者と政府は茶業組合を組織して取締りに努めた。1879年（明治12年）、横浜で第1回製茶共進会が開催され、内務卿伊藤博文、大蔵卿大隈重信の連名で宇治製法に特別賞が与えられた。1884年（明治17年）、粗悪品追放や茶業の改良のために京都府茶業組合取締所と各郡単位の茶業組合が結成された。1917年（大正6年）、第2回全国製茶品評会が宇治町で開催された。1919年（大正8年）、伊勢田の西村庄太郎らが碾茶乾燥機を考案した。1925年（大正14年）、宇治に茶業研究所が完成し、茶の栽培や製茶の研究が行われた。1926年（大正15年）には京都府立木津農学校に茶業科が設けられ、全国唯一の茶業専攻科として後継者育成に努めた。昭和時代に入ると茶の輸出量は減少し、碾茶製造の機械化が進んだ。
太平洋戦争中には協定価格や公定価格が定められ、茶業組合は解散させられた。玉露や碾茶は贅沢品であるとして、茶畑は芋などの食糧畑へ転換させられ、生産量は大きく落ち込んだ。
京都府の荒茶生産高は戦後しばらく700 - 1000トン前後であったが、1955年（昭和30年）頃から急速に回復し、1960年代後半からは現在におけるまで3000トン前後で推移している。1961年（昭和36年）には宇治茶の登録マークが証票登録された。1981年（昭和56年）、京都府茶業センターが宇治市に建設された。

## 現状
現在もブランド茶の一つとして全国に販売されている。前述の茶師上林氏の系譜を継ぐ上林春松本店（宇治市）、福寿園（木津川市）、辻利（宇治市）、伊藤久右衛門（宇治市）など京都府南部に本社を置く製茶・茶販売会社も多い。2015年には文化庁認定の日本遺産の一つに、「日本茶800年の歴史散歩」として京都府南部が選ばれた。
一般的に「宇治市のお茶」とイメージされているが、宇治市の茶園面積はわずか80haほどであり、「自治体内に100haの茶園面積を有すること」が条件となっている「全国茶サミット」には、宇治市は茶業の本社が多いことなどから、特例でメンバーとなっている。
現在、京都府内における「宇治茶」の主産地は、相楽郡和束町・南山城村、綴喜郡宇治田原町、京田辺市、八幡市などの周辺地域である。平坦部の茶園は宅地開発などにより減少しているが、山間部では増加している。また宇治市と市街地が連坦し、かつては同じ宇治郡に所属した京都市伏見区醍醐地区においても僅かではあるが茶畑が残されている。加えて北部の福知山市、綾部市、舞鶴市産の茶葉も製茶場が買い上げて「宇治茶」としてブレンドしている。これは、昭和10年頃に暴れ川として知られる由良川沿いの地区に京都府が洪水に強い作物として導入を進めたことが発祥で、霧が出やすいなど栽培向きの条件であったため定着し現在に至っている。

### 観光への活用
宇治茶は観光地宇治を代表する土産物として著名である。宇治市中心部の宇治橋通りや平等院通りには茶店が軒を連ね、観光客が茶を飲んだり購入したりする光景がよく見られる。

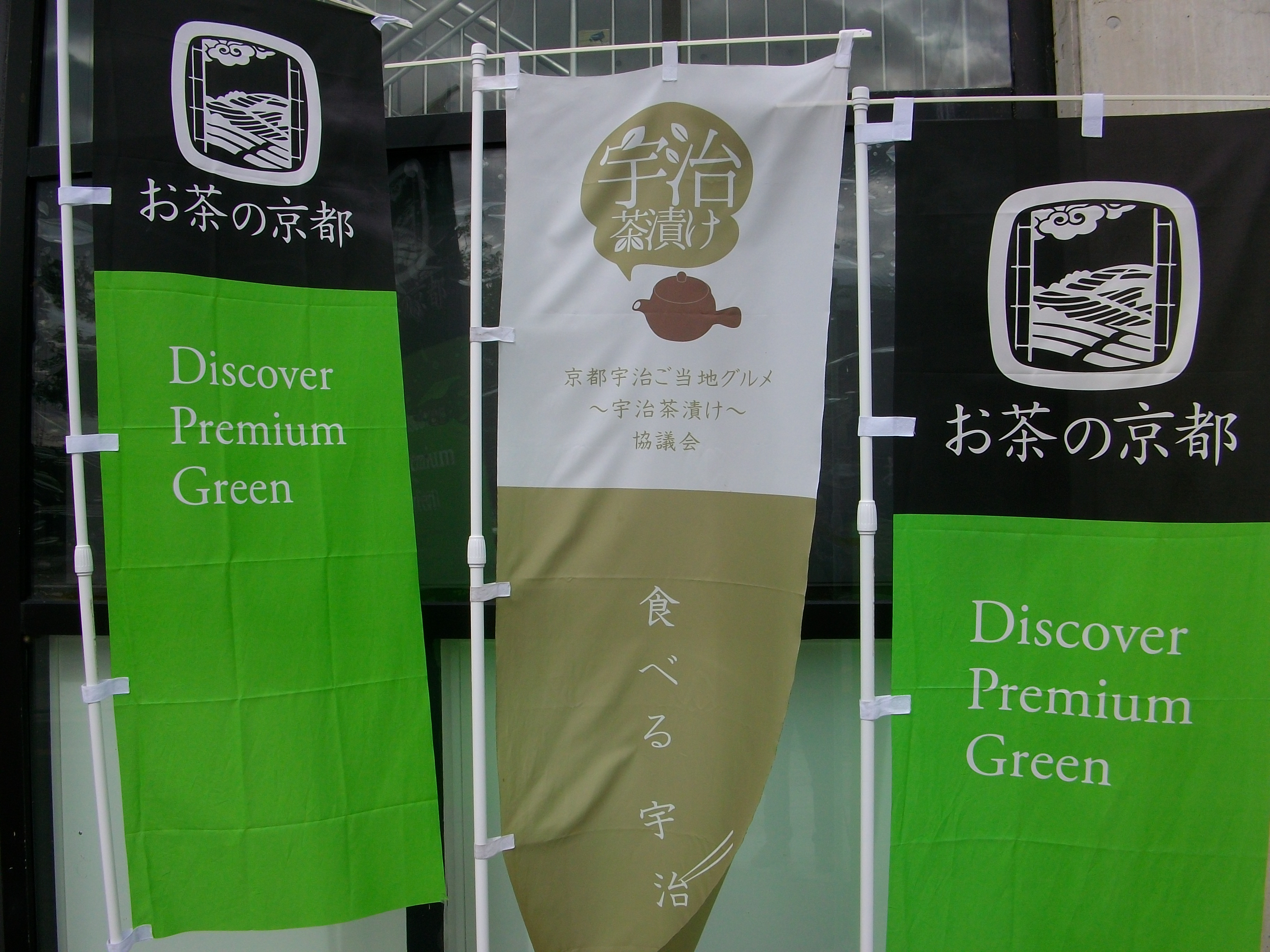
「お茶の京都」の幟

茶畑の景観や茶問屋など茶産地であること自体を観光資源として生かす動きが活発である。京都府が、京都市の中心街と周辺以外へも観光客誘致を図る「もう一つの京都」プロジェクトにも、京都府南部が「お茶の京都」として加えられ、2017年には官民連携の観光地域づくり法人（DMO）として「お茶の京都DMO」（一般社団法人・京都山城地域振興社）が発足。2017年度にイベントを組み合わせた「お茶の京都博」を実施した。
南山城村は、2017年4月に開設した道の駅の名称を「道の駅お茶の京都みなみやましろ村」とした。
製茶会社も茶製品を販売するだけでなく、上林春松本店が「宇治・上林記念館」（宇治市）を、福寿園が「福寿園CHA遊学パーク」や「福寿園茶問屋ストリート」を開設している。
宇治茶を含む日本茶は、日本国外在住者にも人気が高まっており、茶産地を訪れる訪日インバウンド観光客も増えている。星野リゾートは2018年1月30日、インバウンド観光客の呼び込みを視野に、京都府及び和束町と宿泊施設の進出協定を結んだ。
この他、宇治田原町内では、宇治茶の歴史上重要な人物である永谷宗円の生家が土曜日と日曜日に公開されている。

## 産地

### 生産地の定義と表示基準
現在も玉露や抹茶を中心とした高級茶の代名詞となっているが、近年の食品の表示基準の厳格化の波を受け、社団法人京都府茶業会議所が2004年（平成16年）3月25日に、「宇治茶は、歴史・文化・地理・気象等総合的な見地に鑑み、宇治茶として、ともに発展してきた当該産地である京都・奈良・滋賀・三重の四府県産茶で京都府内業者が府内で仕上げ加工したものである。ただし、京都府産を優先するものとする。」と「宇治茶」の定義を決定した。しかし、その具体的な割合の数値は公表できないとしている。この基準は、前年の2003年（平成15年）4月に試験的に導入した「府内産茶葉50％以上でブレンドは奈良、滋賀、三重産に限る」というものが府内産茶葉の不足などから製造及び生産団体の承認を得られず、新たに導入したという経緯がある。
なお、「宇治茶ブレンド」とは、「宇治茶を50％以上を使用したもの」としている。

### 生産者の商標をめぐる問題
宇治茶に関係したブランドである茶寮都路里、中村藤吉本店、丸久小山園の社名とロゴマークが、台湾で無断で商標申請されていたことが、2014年に判明した。3社は台湾の知的財産局に対し、申請を認めないよう求めている。

## 世界文化遺産登録に向けた取組
- 2011年7月に京都府庁において、「日本茶・宇治茶の世界文化遺産登録可能性検討委員会」（委員長：金田彰裕）が設立され、具体的な検討が始まった。この検討会では、対象となる資産として宇治茶に関する寺社や茶室、茶畑景観、茶の湯や煎茶道などの喫茶文化を含む「日本茶文化の代表的資産群～宇治茶と喫茶文化の発祥と継承の地～」としてコンセプトがとりまとめられ、世界文化遺産登録の可能性があると知事に報告された。
- 2012年8月には、委員会名称から可能性が削除され、「日本茶・宇治茶の世界文化遺産登録検討委員会」（委員長：金田彰裕）として、より対象資産を絞り込むなど具体化する方向の検討が進められた。この検討会では、宇治茶の産地が「抹茶」「煎茶」「玉露」という新しい茶種を生み出し、その技術を日本全国の茶産地に伝えた歴史を物語る文化的景観に注目し、覆下茶園や伝統的な茶工場、藁を取るための水田などを構成資産とする「日本茶のふるさと「宇治茶生産の景観」」としてコンセプトがとりまとめられた。このときに関連する寺社や国宝待庵を除く茶室が対象から外れた。このコンセプトは、2015年に日本遺産第一号の認定となった「日本茶800年の歴史散歩」のストーリーの基礎となっている。
- 2015年3月には、委員会名称から日本茶が削除され、「宇治茶世界文化遺産登録有識者会議」（座長：金田彰裕）として、緑茶の世界史における位置づけに注目した検討が進められた。この有識者会議では、古来中国で生まれ日本に伝わり、その後の中国では廃れた蒸し製緑茶を今に受け継ぐ世界の中で代表的な茶産地であることなど世界的な価値付けがされ、「日本茶のふるさと」という一国の価値には止まらないことからその語が削除され、「宇治茶の文化的景観」としてコンセプトがとりまとめられ現在に至っている。

## 施設
- 玉露製茶発祥の碑（宇治市、巨椋神社境内）[22]
- 宇治製茶記念碑（宇治市、平等院正門前）[22]
- 山城茶業之碑（木津川市山城町上狛）[22]

## 文化
- 江戸時代後期に古い茶木を加工したノベルティグッズとして「茶の木人形」が作られるようになった。明治末期にいったん途絶えたものの、大正時代に復活。平等院ミュージアム学芸員の田中正流が収集・復元を進めている（『日本経済新聞』文化欄2016年6月8日）。
- 『宇治茶音頭』なるものが存在するという記述がされることがある[23]が、『宇治音頭』（作詞・酒井良夫、作曲・中山晋平）の題名を歌詞に引かれて誤認したものである[24][25]。
- 映画監督「宇治茶」（2013年公開『燃える仏像人間』監督、世界で初めて劇メーションによる長編映画を製作。同年第17回文化庁メディア芸術祭にてエンターテインメント部門文部科学大臣賞優秀賞受賞。京都嵯峨芸術大学出身）の名前の由来は宇治市在住だったことから。